# Photoscotosia sericata
Photoscotosia sericata là một loài bướm đêm trong họ Geometridae.